# Moritz Frankfurter
Moritz Frankfurter (geboren 11. Mai 1875 in Szobotist, Österreich-Ungarn; gestorben April 1941 in Vinkovci, Jugoslawien) war ein ungarisch-jugoslawischer Rabbiner.

## Leben
Moritz Frankfurter war ein Sohn des Rabbiners David Frankfurter und der Katharina Flesch. Sein Vater wurde Rabbiner und Dajan am Bet ha-Midrasch in Holešov. Sein jüngerer Bruder Salomon Frankfurter (1876–1938) wurde später Rabbiner in Berlin.
Frankfurter besuchte die Jeschiwa in Preßburg und die Hochschule für die Wissenschaft des Judentums in Berlin, er studierte an den Universitäten in Wien, Berlin und Bern und wurde 1903 in Bern promoviert. 1904 wurde er Rabbiner in Banja Luka und 1907 Bezirksrabbiner in Daruvar. Er wurde 1909 zum Feldrabbiner des 13. Preßburger Honvedregiments ernannt. Nach dem Zerfall der Doppelmonarchie 1918 wurde Frankfurter Bürger des Königreichs Jugoslawien. In den 1920er Jahren wurde er Rabbiner in der kroatischen Kreisstadt Vinkovci.
Frankfurter überarbeitete den Traktat Kethuboth aus der Übersetzung des Maimonides aus dem Arabischen ins Hebräische. Er hielt u. a. einen Vortrag zur Religionsdisputation von Tortosa, veröffentlichte eine Schrift über den Zionismus in Kroatien, schrieb Rezensionen für die Zeitschrift Židovska smotra und veröffentlichte Beiträge unter anderem in der Prager Wochenzeitung Selbstwehr und in der von Joseph Samuel Bloch herausgegebenen Oesterreichischen Wochenschrift.
Frankfurter war verheiratet mit der aus Polen stammenden Rebekka Figel, sie hatten drei Kinder. Der Sohn David Frankfurter studierte Medizin in Deutschland und ging nach der Machtübergabe an die Nationalsozialisten 1933 an die Universität Bern. Er erschoss 1936 in Davos den Schweizer NSDAP/AO-Funktionär Wilhelm Gustloff.
Nach dem deutschen Jugoslawienfeldzug 1941 wurde Frankfurter in Vinkovci ermordet, möglicherweise auch im Jahr 1942 im KZ Jasenovac.